# 三船山之戰
三船山合战是日本战国时代的一场战争，是里见氏的里见义弘和后北条氏的北条氏政之间于永禄十年八月二十三日（1567年9月25日）在上总国君津郡三船台（现在的千叶县君津市上汤江、富津市前久保）展开的合战。

## 概要
第二次國府台合戰里見氏大敗於北条氏之後。北条氏佔領上總北部及西部等原里見方的領土，東部由於里見氏的重臣正木時忠及土岐為賴的歸順，也納入北条方勢力範圍。為了奪取里見義弘的居城佐貫城，北条方於三船山（現在的三舟山、君津・富津市境）的山麓三船台築砦，並由北条家當主北条氏政親自督軍。里見義弘親自率領的8千餘人本隊在虛空藏山布下了陣式。
北条氏政派太田氏資渡過江戶灣攻擊佐貫城、另一方面，北条氏照、原胤貞別動隊由市原郡方面沿小櫃川，攻撃義弘之父里見義堯的居城久留里城。
里見軍本隊8千餘人在正木時茂的養子正木憲時的率領下，首先向三船山的北条軍發動了攻勢。戰爭激鬥結果，里見軍被北条軍擊破。然而，北条軍因想搶功亂成一團，正木時茂見狀率領軍馬迅速突向三船山北面緩坡攻擊北条氏政，北条氏政察覺後馬上轉移本陣。北条方士兵看到了氏政的本陣開始轉移，於是「北方有敵軍突襲」的流言開始蔓延，北条軍陷入恐慌中。里見義弘率領的里見本軍也開始趁勢反攻，在里見軍的猛攻下，北条軍終於崩潰退軍，擔任殿後軍的太田氏資戰死。此外，北条在菊名浦與里見水軍交戰結果不利，為免受到夾擊，北条全軍向相模國方向撤退。

## 意义
因为这次胜利，里见义弘成功切断了后北条氏与原先投奔后北条氏的诸国人的联系，并在进一步的房总侵攻中取得成功，使真里谷领再次属于里见氏。对后北条氏的帮助无望的正木时忠在永禄十二年三月之前归顺了里见氏(“正木式膳家谱”)，土气、东金两酒井氏也向里见氏提出了从属请求。一度与后北条氏和解的常陆佐竹氏也再次与上杉氏结盟，对后北条氏造成威胁。这次战败对后北条氏的影响很大，在永禄十一年末与武田氏的同盟破裂之后，后北条氏不得不转变原先关东经略的目标，向上杉氏和里见氏提出同盟请求。里见氏拒绝了这个提议，并在上杉氏和后北条氏结成越相同盟后，与佐竹氏一起跟武田氏结成甲房同盟。
由于这场胜利，里见氏在房总取得了一定优势，这个优势维持到天正三年（1575年），北条氏废弃与上杉氏的同盟，再度与武田氏结成同盟后，北条氏再度发起正式进攻为止。